# Hồ Anh Dũng
Hồ Anh Dũng (sinh 1940) mà một chính trị gia và nhà văn người Việt Nam. Ông là đại biểu Quốc hội Việt Nam khóa X, thuộc đoàn đại biểu Bình Phước.

## Tiểu sử
Ông quê tại xã Quỳnh Đôi, huyện Quỳnh Lưu, tỉnh Nghệ An. Con đầu liệt sĩ Hồ Mỹ Xuyên (1920 – 1948), cháu nội chí sĩ Hồ Tùng Mậu (1896 – 1951). 
Ông tốt nghiệp Khoa Ngữ văn Trường đại học tổng hợp Lomonosov - Moskva. Sau đó, ông kinh qua các chức vụ gồm Nguyên Bí thư Trung ương Đoàn, Phó Tổng thư ký Ủy ban Trung ương Mặt Trận Tổ quốc Việt Nam, Phó trưởng ban Tư tưởng Văn hóa Trung ương (1989 – 1993), Tổng giám đốc Đài Truyền hình Việt Nam (1994 – 2001). 
Ông Hiện là ủy viên Đoàn Chủ tịch Liên hiệp các tổ chức hữu nghị Việt Nam, Chủ tịch Ủy ban đoàn kết với nhân dân Palestine, Phó chủ tịch Hội hữu nghị Việt - Nga.
Với những cống hiến của mình, ông Hồ Anh Dũng đã được Nhà nước trao tặng:
- Huân chương Độc Lập hạng Nhì
- Huân chương Lao động hạng Nhất
- Huân chương Kháng chiến chống Mỹ hạng Ba

Là nhà báo, nhà văn, các tác phẩm đã xuất bản:
- "Nắng gió đời người" – Tiểu thuyết, nxb Thanh Niên 2007
- "Như là định mệnh" – Tiểu thuyết, nxb Hội Nhà Văn 2010
- "Chuyện làng Quỳnh" – Nhà xuất bản Thanh Niên 2012
- "Tha hương" - Tiểu thuyết, nxb Văn học 2014
- "Khoảnh khắc và cuộc đời" – Nhà xuất bản Thanh Niên 2017

## Hình ảnh

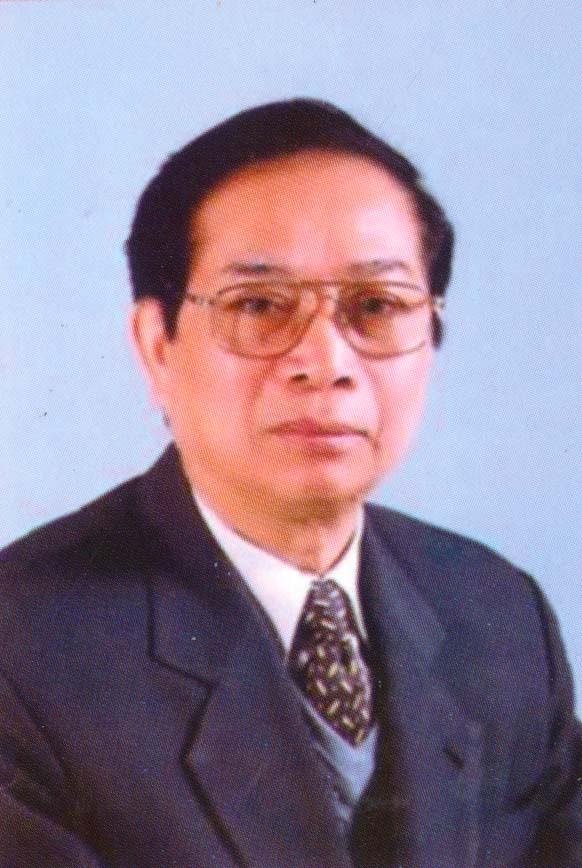
Ảnh chân dung
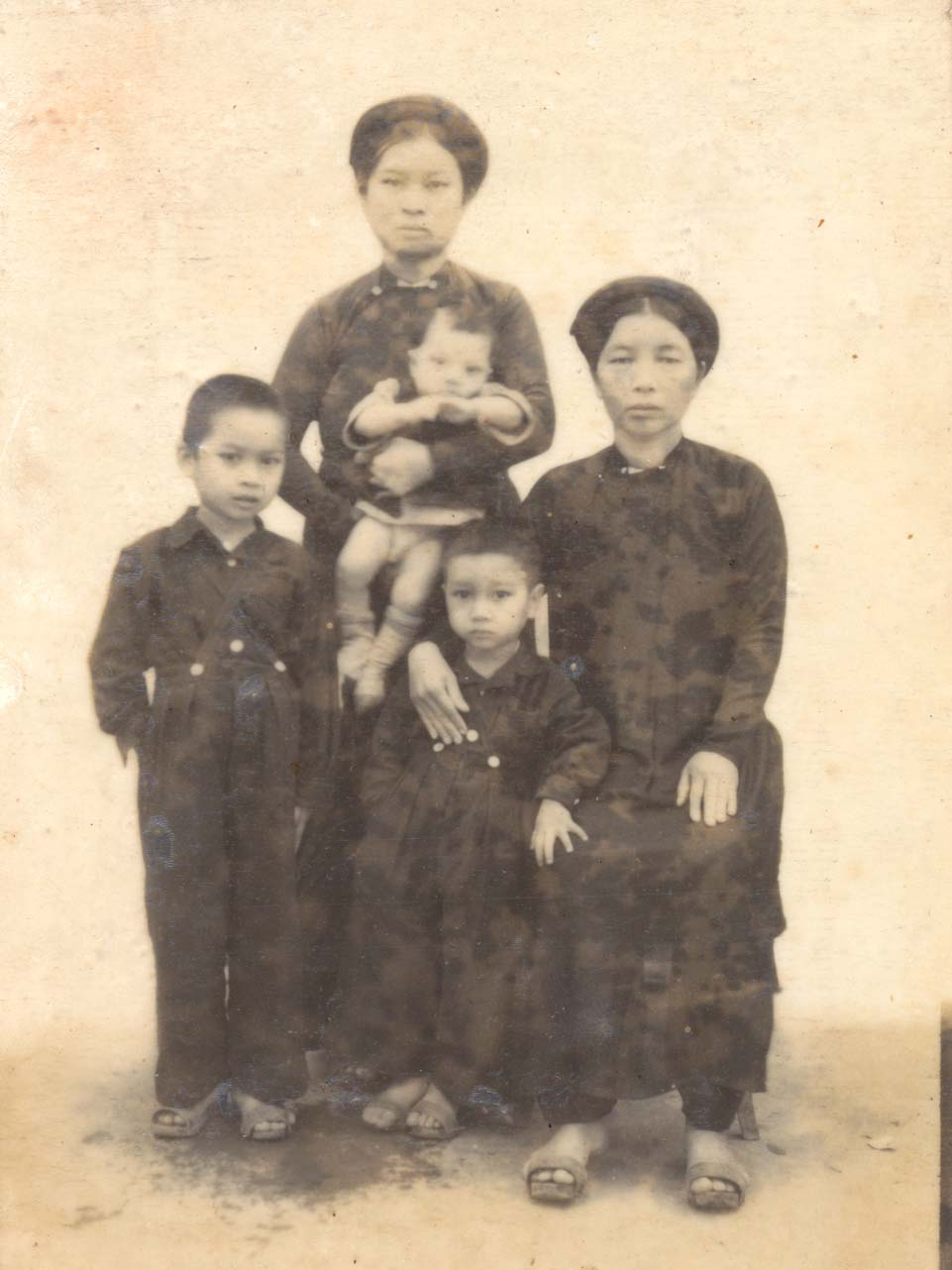
Thời thơ ấu với bà và mẹ
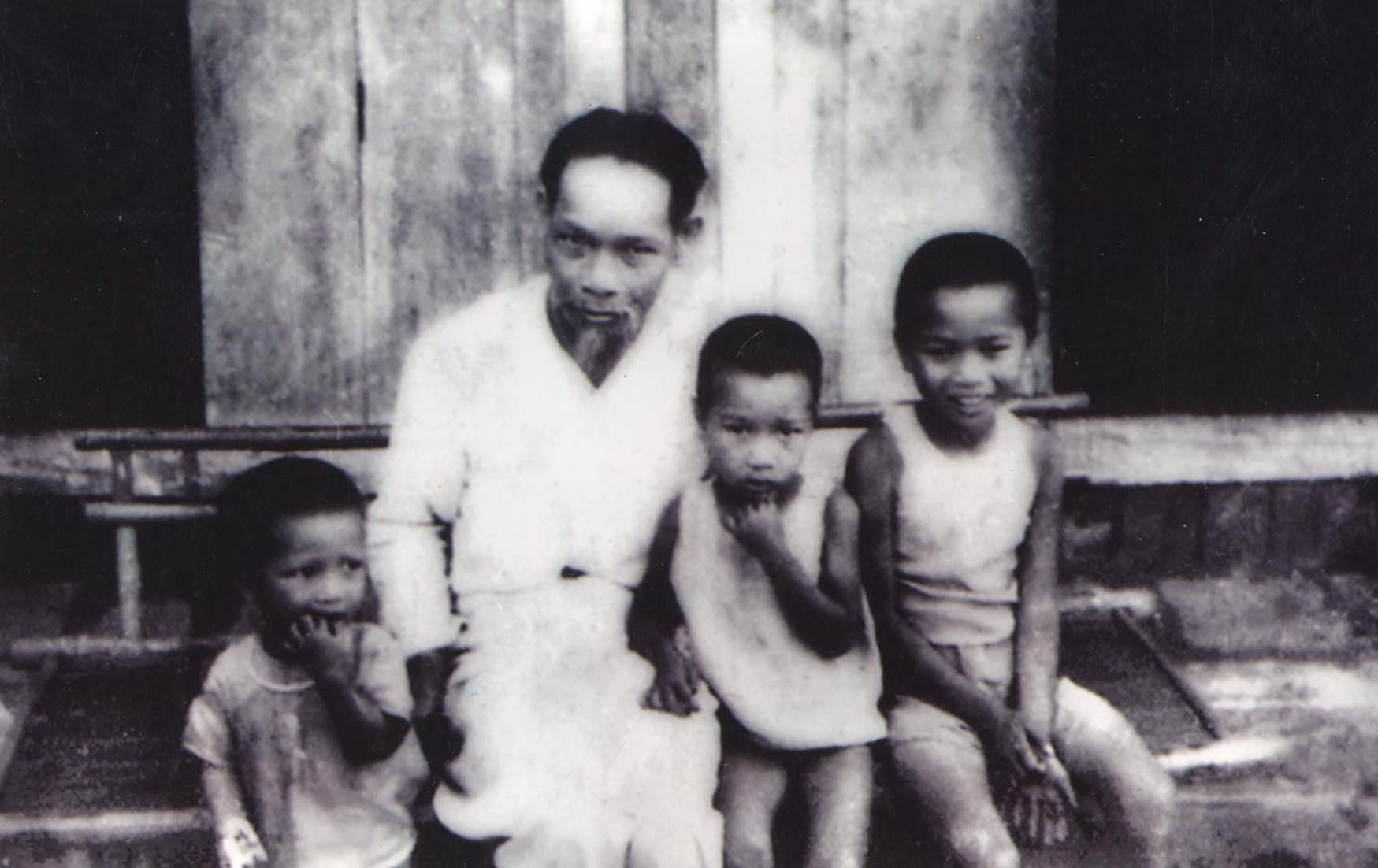
Chụp với ông Hồ Tùng Mậu
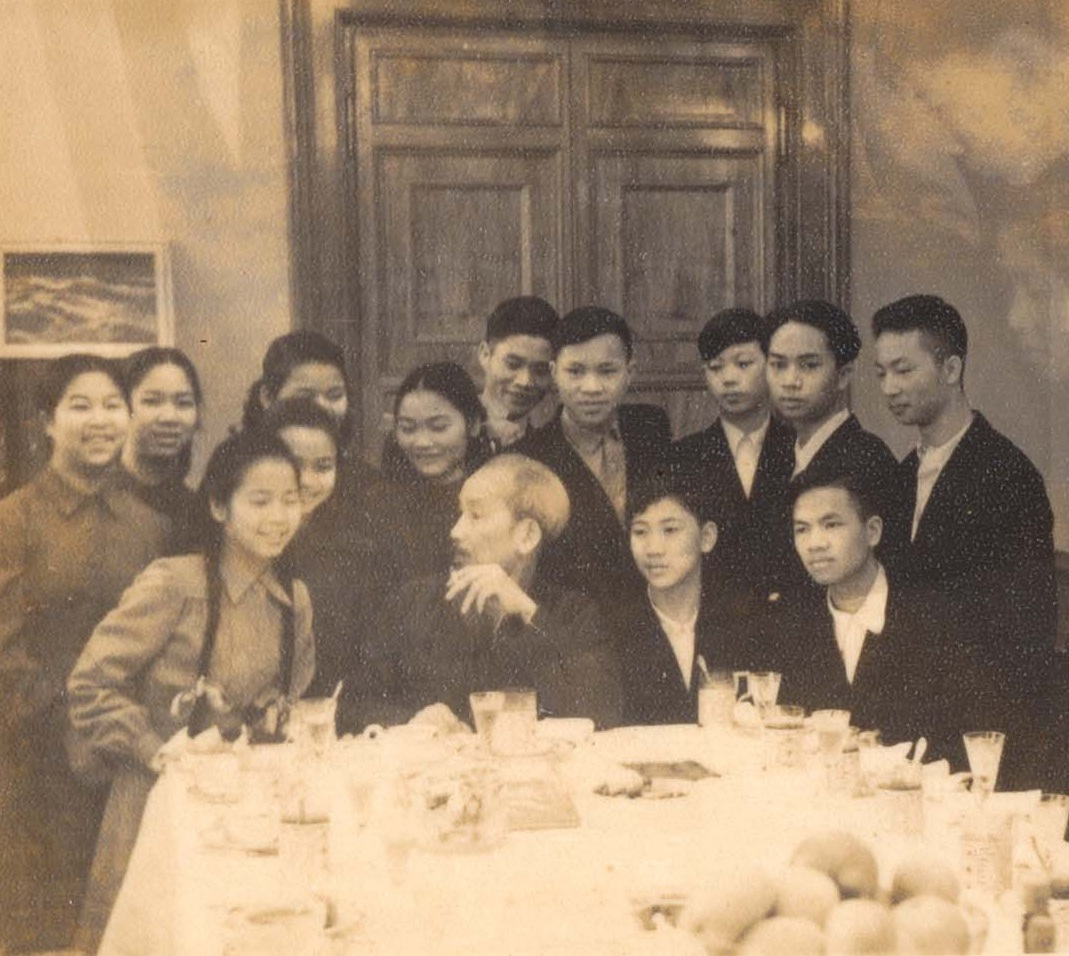
Thăm Bác Hồ năm 1960
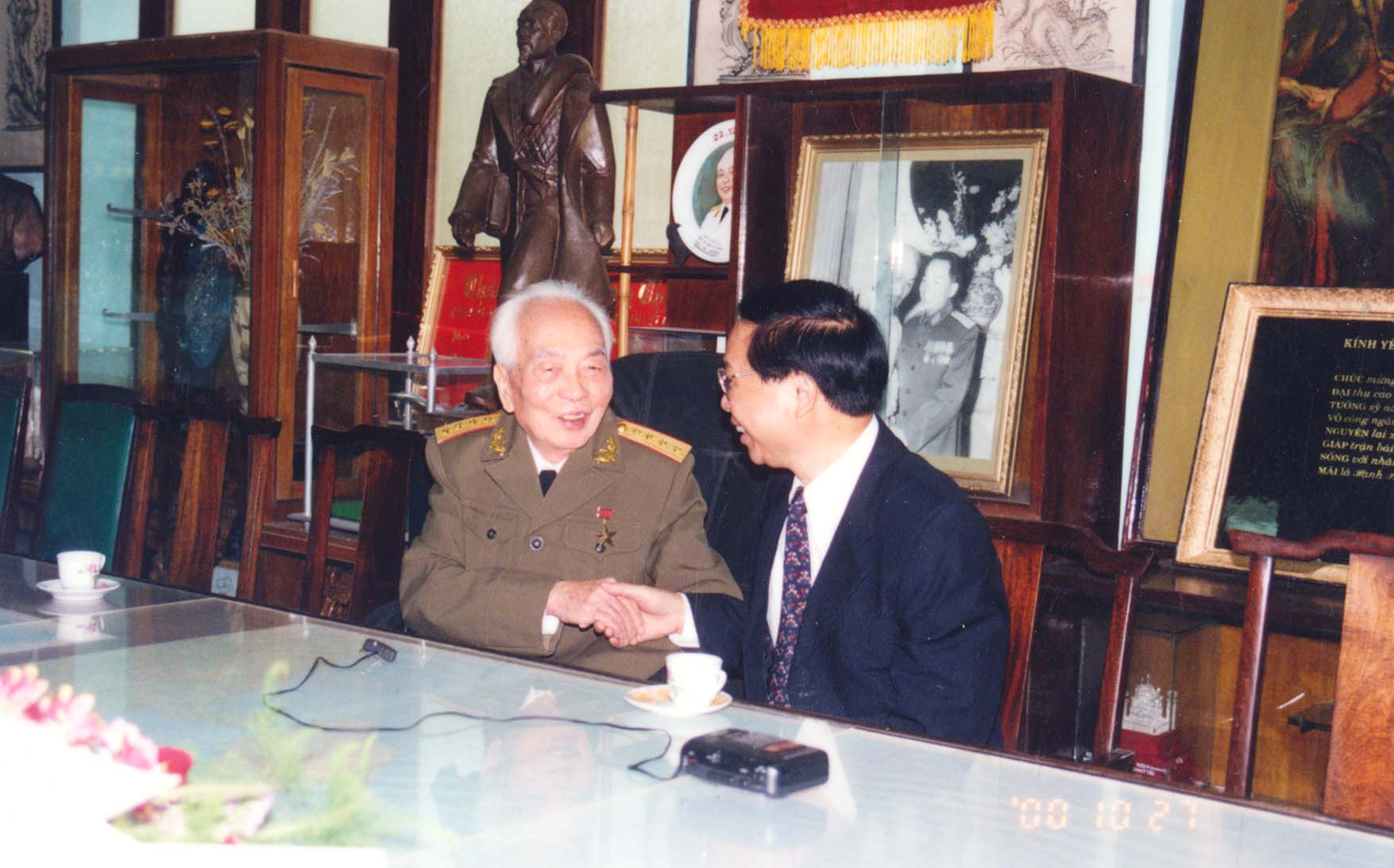
Thăm Đại tướng Võ Nguyên Giáp